# 神田紅希
神田 紅希（かんだ こうき、1997年2月3日 - ）は、日本講談協会および落語芸術協会に所属する講談師。神田紅門下の二ツ目。本名∶寺岡 鴻希。出囃子は「鮎は瀬に住む」。

## 経歴
東京都八王子市出身。東京藝術大学音楽学部卒業。
2020年6月に神田紅に入門。前座名「紅希」。
2025年1月17日より日本講談協会・二ツ目に昇進。落語芸術協会としては2月中席より、落語家の三遊亭こと馬とともに二ツ目に昇進。

## 人物

### 芸歴
- 2020年6月 - 神田紅に入門。
- 2025年1月 - 二ツ目昇進（日本講談協会）。
- 2025年2月 - 二ツ目昇進（落語芸術協会）。